# Malužiná
Malužiná (bis 1927 slowakisch „Malužina“; ungarisch Maluzsina) ist eine Gemeinde im Norden der Slowakei mit 235 Einwohnern (Stand 31. Dezember 2024), die zum Okres Liptovský Mikuláš, einem Teil des Žilinský kraj, gehört und zur traditionellen Landschaft Liptau gezählt wird.

## Geographie

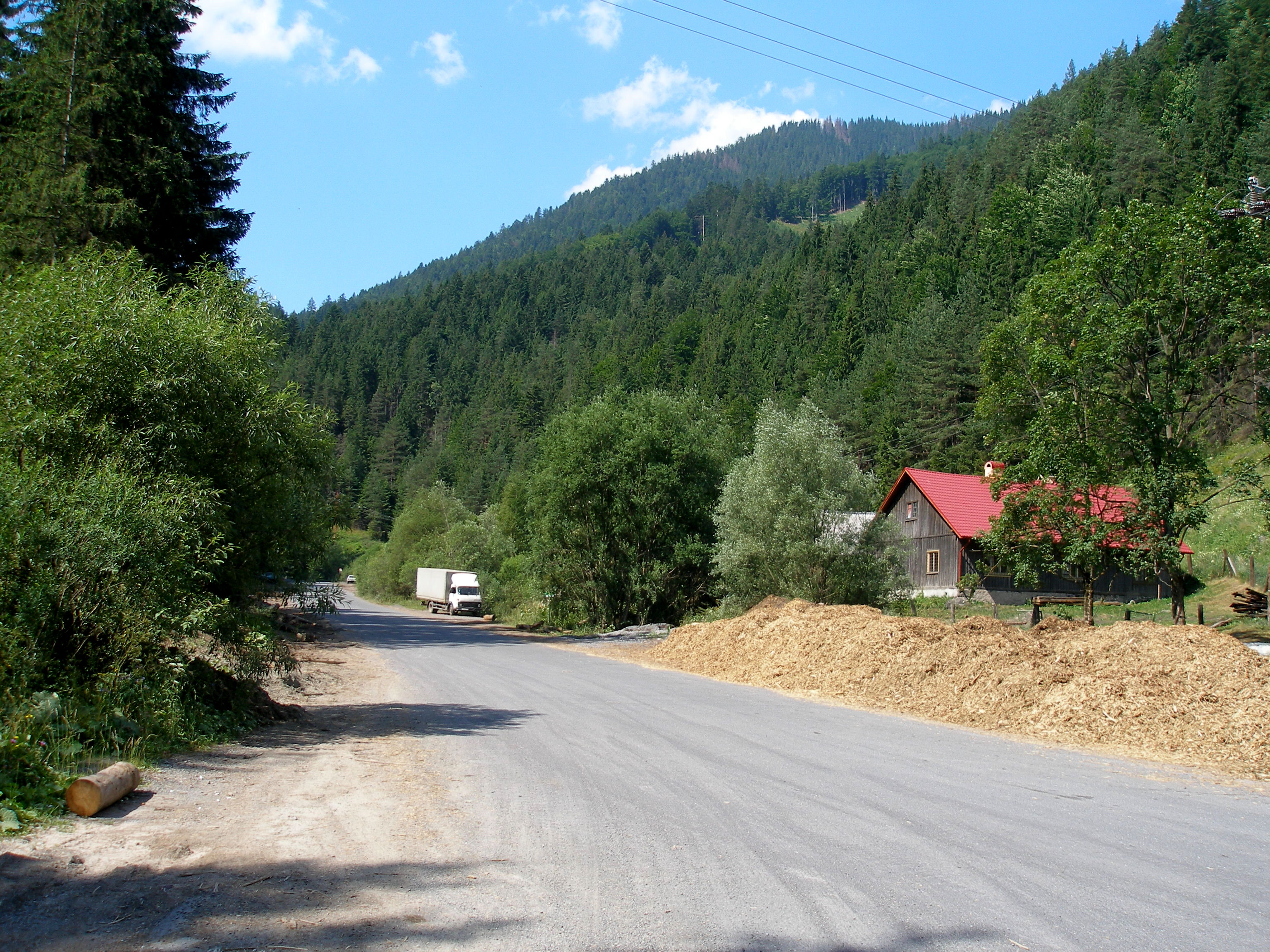
Malužiná

Die Gemeinde befindet sich in der Niederen Tatra am Flüsschen Boca, an der Stelle, wo es den rechtsseitigen Bach Malužiná aufnimmt. Das Gemeindegebiet ist stark bewaldet, gebirgig und umfasst neben einem Teil des Tals Bocianska dolina weite Teile des Tals Malužinská dolina bis zum Hauptkamm der Niederen Tatra. In der unmittelbaren Umgebung befinden sich einige Höhlen. Das Ortszentrum liegt auf einer Höhe von 733 m n.m. und ist 12 Kilometer von Liptovský Hrádok sowie 22 Kilometer von Liptovský Mikuláš entfernt.
Nachbargemeinden sind Kráľova Lehota im Norden, Východná im Osten, Polomka im Südosten, Nižná Boca und Vyšná Boca im Süden und Liptovská Porúbka im Westen.

## Geschichte

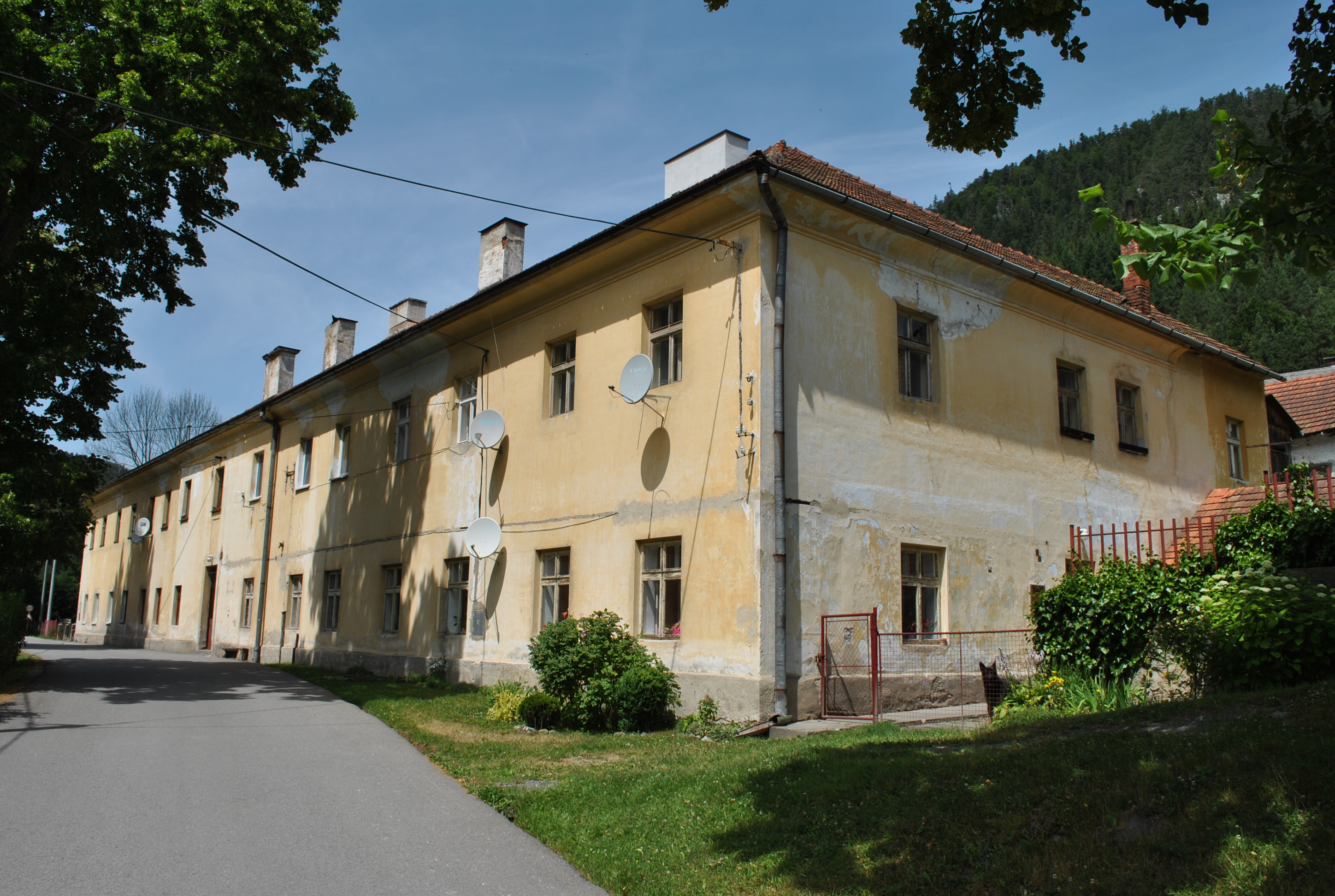
Gebäude des ehemaligen Kammerhofs

Das heutige Dorf wurde verhältnismäßig spät gegen Mitte des 18. Jahrhunderts gegründet, einen Ortsnamen Maluzyn gab es aber schon 1363. Malužiná war Teil des Herrschaftsgebiets von Liptovský Hrádok und beherbergte von 1767 bis 1807 eine Erzhütte, die das in der Gegend gewonnene Eisenerz verarbeitete. Nach deren Schließung entstand am selben Standort ein Kupferhammerwerk, dazu arbeitete bis 1885 eine Glashütte im Ort. 1828 zählte man 60 Häuser und 291 Einwohner. 1896 gründete man am Standort der vormaligen Glashütte eine Leistenfabrik, die bis 1961 bestand.
Bis 1918 gehörte der im Komitat Liptau liegende Ort zum Königreich Ungarn und kam danach zur Tschechoslowakei und schließlich zur Slowakei.

## Bevölkerung
| Jahr                | 1994 | 2004    | 2014     | 2024    |
| ------------------- | ---- | ------- | -------- | ------- |
| Anzahl der Personen | 289  | 286     | 257      | 235     |
| Unterschied         |      | −1,03 % | −10,13 % | −8,56 % |

| Jahr                | 2023 | 2024 |
| ------------------- | ---- | ---- |
| Anzahl der Personen | 235  | 235  |
| Unterschied         |      | +0 % |

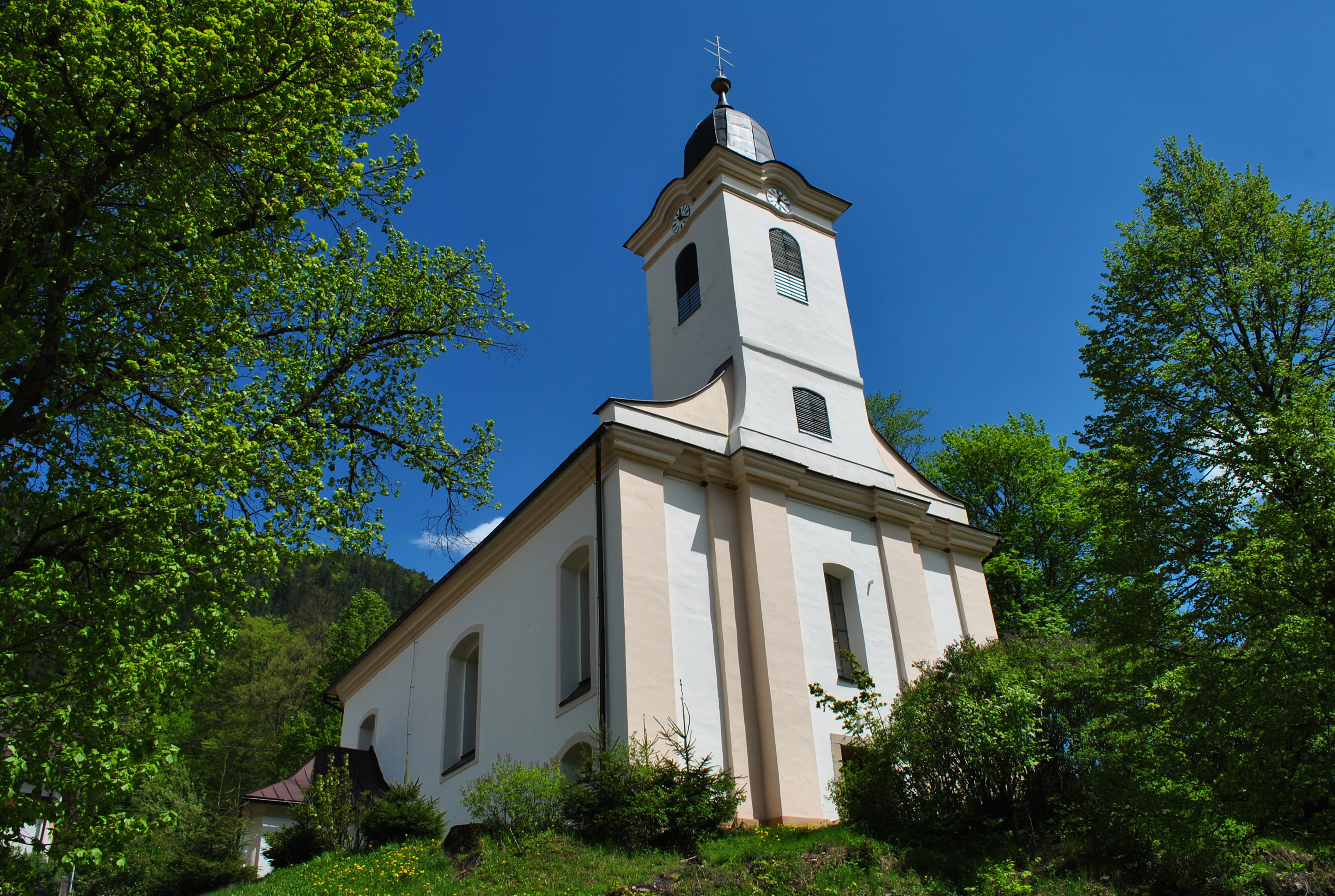
Kreuzerhöhungskirche

Nach der Volkszählung 2011 wohnten in Malužiná 264 Einwohner, davon 261 Slowaken, zwei Tschechen und ein Magyare.
132 Einwohner bekannten sich zur römisch-katholischen Kirche, 45 Einwohner bekannten sich zur Evangelischen Kirche A. B., drei Einwohner zur griechisch-katholischen Kirche, zwei Einwohner zur evangelisch-methodistischen Kirche und ein Einwohner zu den Zeugen Jehovas. 49 Einwohner waren konfessionslos und bei 32 Einwohnern wurde die Konfession nicht ermittelt.

## Bauwerke

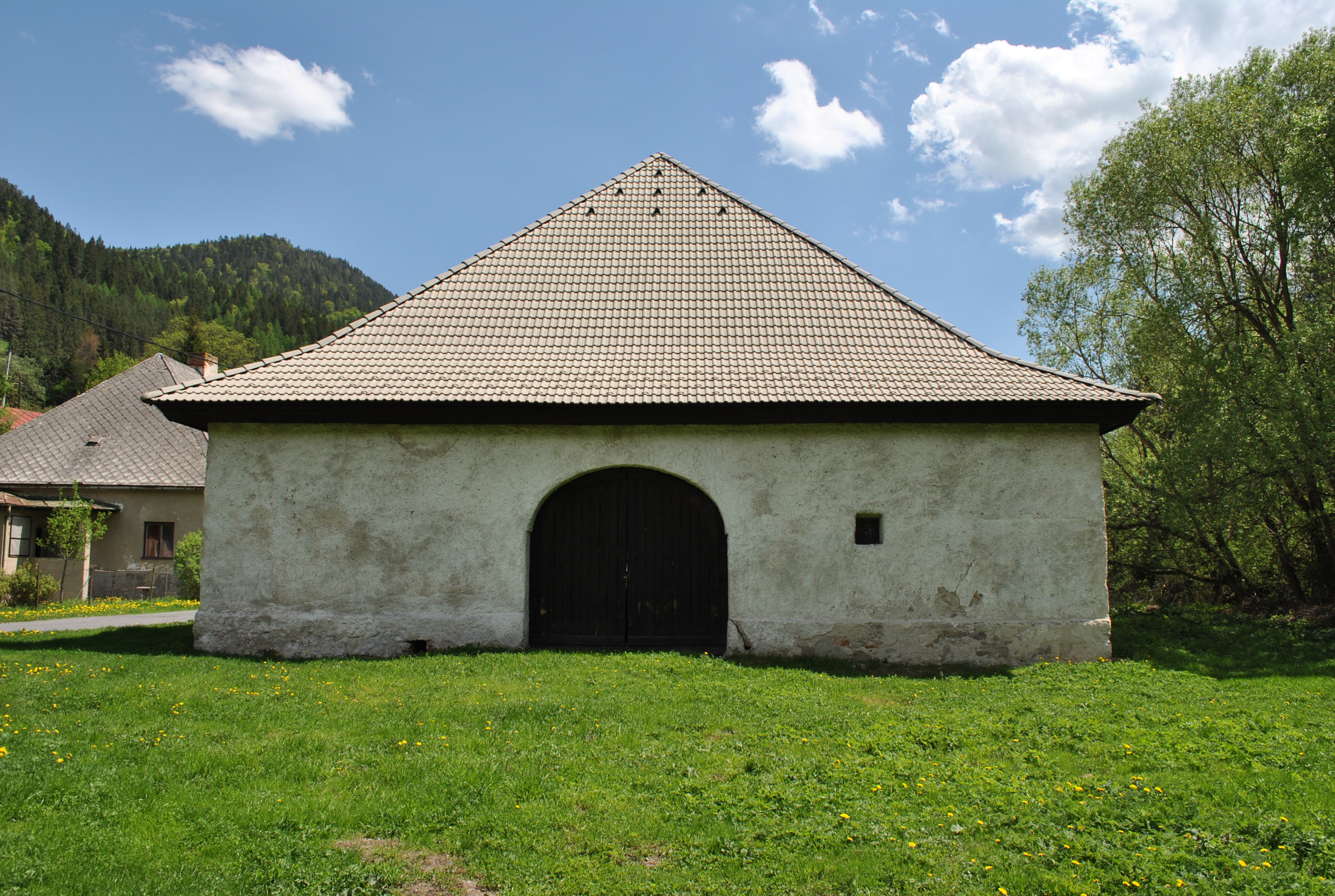
Fahrzeugschuppen

- römisch-katholische Kreuzerhöhungskirche aus dem Jahr 1816
- Kapelle aus dem Jahr 1854
- Gebäude der ehemaligen Glashütten- und Bergwerkverwaltung aus dem Ende des 18. Jahrhunderts
- Pulvermühle aus dem Jahr 1804
- Gebäude des ehemaligen Kammerhofs
- ehemalige Gaststätte mit Fahrzeugschuppen aus dem Jahr 1808

## Verkehr
Durch den Ortsrand von Malužiná verläuft die Straße 1. Ordnung 72 von Kráľova Lehota nach Podbrezová durch den Sattel Čertovica. Der nächste Bahnanschluss ist der sechseinhalb Kilometer entfernte Bahnhof Kráľova Lehota an der Bahnstrecke Košice–Žilina.